# Alexandru Dabija
Alexandru Dabija (n. 13 februarie 1955, Piatra-Neamț, Neamț, România) este un regizor de teatru și actor de scenă și film român. 
A debutat, în 1976,  cu spectacolul Răfuiala de Philip Massinger la Teatrul Tineretului din Piatra Neamț, obținând premiul pentru cel mai bun regizor al anului. A fost director general al Teatrului Odeon între 1991-1994 și 1996-2002] . 

## Piese de teatru regizate
- Avram Iancu de Mihai Măniuțiu, (Studioul de Teatru Casandra, 1978)[5]
- Taifunul de Cao Yu (Teatrul Nottara, 1988)
- Burghezul gentilom de Moliere (Teatrul Nottara, 1989)
- Ospățul lui Balthazar de Benjamin Fondane (Teatrul Nottara, 1990)
- Lola Blau de Georg Kreisler (Teatrul Evreiesc de Stat, 1993)
- Lungul drum al zilei către noapte de Eugene O'Neill (Teatrul Nottara, 1998)
- Școala femeilor de Moliere (Teatrul Mic, 1998)
- Jucăria de vorbe scenariu de Al. Dabija, după "Cartea cu jucării" de Tudor Arghezi (Teatrul Odeon, 1998)
- Gaițele de Alexandru Kirițescu (Teatrul Odeon, 2002)
- București nicăieri pe texte de Tudor Arghezi și H. R. Patapievici (Teatrul Act, 2002)
- ...escu de Tudor Mușatescu (Teatrul de Comedie, 2002)
- Aici nu se simte de Lia Bugnar (Teatrul Luni de la Green Hours, 2003)
- Leonce și Lena de Georg Buchner (Teatrul Odeon, 2004)
- Trei surori de A.P. Cehov (Teatrul Dramatic Toma Caragiu, Ploiești, 2004)
- Aventurile lui Habarnam de N. Nosov (Teatrul Odeon, 2005)
- Block Bach (Teatrul Odeon, 2007)
- Camera de hotel, o trilogie de Barry Gifford (Teatrul Odeon, 2008)
- Un duel de A.P. Cehov (TNB, 2009)
- Pyramus & Thisbe 4 You după William Shakespeare (Teatrul Odeon, 2010)
- Absolut! după Ivan Turbincă de Ion Creangă (Teatrul Act, 2011)
- O scrisoare pierdută de I.L. Caragiale (Teatrul de Comedie, 2011)
- C.F.R. — Cometa, Copilul și Cățelul după texte de I.L. Caragiale (Teatrul Odeon, 2012)
- Două loturi de I.L. Caragiale (TNB, 2012)
- Titanic Vals, de Tudor Mușatescu (Teatrul Odeon, 2013)
- Suflete moarte de Gogol (Teatrul Dramatic Toma Caragiu, Ploiești, 2013)
- Sânziana și Pepelea de Vasile Alecsandri (Teatrul Național din Cluj, 2013)
- Mein Kampf de George Tabori (Teatrul Național din Cluj, 2014)
- Contra democrației de Esteve Soler (Sala Studio, 2014)
- 13 tablouri cu oameni, adaptare după Anton Pavlovici Cehov (Teatrul Elvira Godeanu Tg. Jiu, 2014)
- Logodnicii din provincie de Georges Feydeau (Teatrul Maghiar de Stat Cluj, 2014)
- O...ladă, creație colectivă după Ion Creangă (Teatrul Tineretului Piatra Neamț, 2014)
- Vârciorova. Carantina de Vasile Alecsandri și Matei Millo (Teatrul Municipal Bacovia din Bacău, 2014).

- Salba dracului dupa texte de V. Alecsandri (Teatrul Dramatic "Fani Tardini" Galati)
- Recviem de Matei Vișniec, (Teatrul Național București, 2016)
- Orașul nostru  de Thornton Wilder, (Teatrul Excelsior București, 2023
- Capul de rățoi de George Ciprian (Teatrul Național din Cluj-Napoca, 2023)

## Filmografie, actor
- 2013 — O umbră de nor - scurt metraj - regia Radu Jude[6]
- 2015 — Aferim!, regia Radu Jude, rolul boierului Iulian Cîndrescu
- 2016 — Inimi cicatrizate, scenariul și regia Radu Jude, rolul domnului Lazăr B.[7]
- 2018 — Îmi este indiferent dacă în istorie vom intra ca barbari, regia Radu Jude[8]

## Premii și distincții
Pentru excelenta interpretare a rolului boierul Iordache Cîndescu, din filmul Aferim! (regizor Radu Jude, lansat în 2015), Alexandru Dabija a fost răsplătit cu Premiul Gopo pentru cel mai bun actor în rol secundar la Galele Gopo 2016.
Pentru spectacolele sale o selecție a premiilor primite:
- Premiul Uniter pentru cea mai bună regie pentru spectacolul PYRAMUS &THISBE 4 YOU (2010)
- Premiul Național pentru Artă, categoria Spectacol acordat de Ministerul Culturii și Cultelor (2008)
- Cel mai bun spectacol la Festivalul Dramaturgiei Românești, Timișoara pentru IONESCO - 5 PIESE SCURTE (2007)
- Cel mai bun spectacol acordat în cadrul Galei UNITER pentru ORFANUL ZHAO (1995)

### Decorații
- Ordinul național „Serviciul Credincios” în grad de Ofițer (1 decembrie 2000) „pentru realizări artistice remarcabile și pentru promovarea culturii, de Ziua Națională a României”[11]